# Рормайстерай (Шверте)
Рормайстерай (нем. Rohrmeisterei Schwerte) — бывшая насосная станция, построенная в рурском городе Шверте (земля Северный Рейн-Вестфалия) для снабжения населения питьевой водой; сегодня является культурным центром; здание было заложено в 1889 году и введено в эксплуатацию в 1890; является памятником архитектуры с 19 сентября 1990 года.

## История и описание
После того как население и города Дортмунд, и тогда ещё независимого города Хёрде за короткое время увеличилось в ходе индустриализации региона, в коммунальных сетях возникли узкие места — в частности, сложности возникли в снабжении населения питьевой водой, а промышленных предприятий — хозяйственной водой. Муниципальные коммунальные службы Дортмунда и районная водопроводная станция «Hörde» находились в Рурской долине — рядом со скважинами с питьевой водой в Шверте. Таким образом, самой воды было в избытке, но ее нужно было доставить горожанам через холм Ардейкам (Ardey).
После того как первые водопроводные сооружения были построены в Филлигсте, в 1889 году коммунальная компания Хёрде приобрела участок земли в Шверте. Уже в 1890 году здесь была введена в эксплуатацию первая насосная станция, которая имела два открытых водохранилища. В 1896 году машинный зал был расширен, а с 1908 года начала работать третья насосная станция в Хенгсене (район Хольцвиккеде).
Но уже в 1924 году насосная станция в Шверте была остановлена из-за низкой экономической эффективности проекта. Машины и оборудование были сняты, а сам машинный зал был передан для нового использования. Использование началось только в 1976 году, когда город Шверте арендовал здание и использовал его для выставки-ярмарки «Весна в Шверте»; здание также стало мастерской и складом. В 1990 году городская администрация купила Рормайстерай — зал которого имеет размер 70,24 м в длину и 24,32 м в ширину при максимальной высотой потолков в 11,45 м — для создания общественного и культурного центра.